# Taphrina filicina
Taphrina filicina är en svampart som beskrevs av Rostr. 1887. Taphrina filicina ingår i släktet Taphrina och familjen häxkvastsvampar.  Arten är reproducerande i Sverige. Inga underarter finns listade i Catalogue of Life.